# 바다흐샨

바다흐샨의 위치

바다흐샨(페르시아어: بدخشان, 타지크어: Бадахшон, 러시아어: Бадахшан, 중국어: 巴達克山)은 현재의 아프가니스탄 북동부와 타지키스탄 남동부에 위치한 역사적 지역이다. 아프가니스탄령 바다흐샨은 바다흐샨주, 타지키스탄령 바다흐샨은 고르노바다흐샨 자치주에 속한다.
파미르고원, 힌두쿠시산맥과 접한다. 주민은 타지크인, 파미르인이 다수를 차지하며 키르기스인, 우즈베크인 소수가 거주한다. 종교는 이슬람교의 이스마일파, 수피즘이 다수를 차지한다.
15세기부터 여러 제후국들의 지배를 받았으며 1895년 러시아 제국과 영국 사이에 체결된 협정에 따라 지금과 같은 경계선이 확립되었다.

## 같이 보기
- 바다흐샨주
- 청금석
- 비단길